# ديفيد ديويت
ديفيد ديويت (بالإنجليزية: David DeWitt)‏ هو عالم حاسوب أمريكي، ولد في 1948 في الولايات المتحدة.